# Bumster
Als Bumster (‚Schnorrer‘) werden in verschiedenen, insbesondere afrikanischen Touristenorten junge Einheimische bezeichnet, die den Kontakt zu Touristen, vor allem zu Frauen, suchen, um von ihnen wirtschaftlich zu profitieren. Ein Schwerpunkt ist Gambia, weitere Touristenziele sind Kenia, Tunesien und Marokko. In der Dominikanischen Republik werden die entsprechenden Akteure „Sanky panky“ genannt.

## Arbeitsweise und Motive
Bumster bieten sich ungefragt und beharrlich als Hilfe und Begleitung für Touristen an. Dafür erhalten sie Provisionen und erwarten vom Reisenden spätestens bei dessen Abreise Geld, oft auch Einladungen nach Europa. Sie sprechen zwar gut Englisch, oft sogar Deutsch, doch zum echten Fremdenführer fehlt ihnen fast immer die Qualifikation. Das Bumsterwesen ist für die Tourismusbranche in Gambia zum Problem geworden, da 2004 jeder zweite Tourist angab, sich durch die Bumster belästigt zu fühlen.
In vielen Fällen jedoch sind die Dienste der Bumster oder „Beachboys“ durchaus erwünscht und die Kontaktaufnahme mit ihnen der eigentliche Zweck einer Reise. So bildet das Bumsterwesen auch eine verkappte Form des Sextourismus, bei der die jungen Männer keine direkte Entlohnung für Sex erhalten. Die Frauen zahlen meist nur das Hotel und die gemeinsamen Essen und schenken ihrem Urlaubsliebhaber Konsumgüter.

## Weiblicher Sextourismus
Seit den 1970er Jahren reisen Frauen wegen Prostitutionstourismus zuerst in die Karibik, z. B. nach Jamaika oder Haiti (vgl. In den Süden), später auch nach Asien z. B. Thailand oder Indonesien (Bali) und dann nach Kenia, Gambia und Tunesien. Von 1982 bis 2007 sind nach Schätzungen 600.000 westliche Frauen als Sextouristen gereist. Die jährliche Zahl nordamerikanischer und europäischer Frauen, die als Sextouristen nach Jamaika reisen, wird auf 80.000 geschätzt.

## Risiken
Eine Studie unter Bumstern in Gambia deutet auf vorsichtiges Risikoverhalten in Bezug auf sexuell übertragbare Krankheiten hin, aber hohe Prävalenz sonstiger gesundheitlicher Probleme, die teils auf den niedrigen Lebensstandard der Bumsters zurückzuführen sind, der auch Anlass für die Tätigkeitsaufnahme ist. Zugang zu Gesundheitseinrichtungen und die Verfügbarkeit von HIV-Tests werden als Problem beschrieben. In derselben Studie wird auch beschrieben, dass die Kundinnen in der Regel auf Kondomnutzung bestehen.
Während das Verhältnis zwischen Bumstern und Touristinnen zumeist als romantisch, aber abgeklärt beschrieben wird, werden die Kundinnen auch vor emotionalen Erpressungsversuchen gewarnt: sowohl für das Ziel, ein Auslandsvisum zu bekommen als auch für die Geldbeschaffung vor Ort würden teils aufwändige Inszenierungen verschiedener Notlagen des Bumsters oder seiner Familie ausgerichtet.

## Rezeption in der Literatur
Michel Houellebecq verarbeitete das Thema des Sextourismus in mehreren seiner Romane. Insbesondere in Plattform wird es ausführlich behandelt. Im Roman wird die kontroverse These vertreten, dass wohlhabende Ältere beiderlei Geschlechts aus dem reichen Norden mit jüngeren Personen aus dem armen, globalen Süden die jeweils erotischen bzw. monetären Defizite in einem beiderseitig zufriedenstellenden geschäftlichen Handel beheben könnten.

## Einzelbelege
1. 1 2  Matthew Quaife, Mareme Diallo, Assan Jaye, Melisa Martinez-Alvarez: Partnership preferences, economic drivers, and health consequences of Gambian men’s interactions with foreign tourists: A mixed methods study. In: PLOS Global Public Health. Band 3, 28. Februar 2023, ISSN 2767-3375, S. e0001115, doi:10.1371/journal.pgph.0001115, PMID 36962966 (plos.org [abgerufen am 11. Februar 2025]).
2. 1 2  Roland Mischke: Weiblicher Sextourismus: Reife Frauen auf einem erotischen Trip - WELT. In: Die Welt. 29. April 2010, abgerufen am 9. Februar 2025.
3. ↑  ‘Sanky panky’ strategies include looking for older, overweight women. In: PressReader.com. Montreal Gazette, 6. Januar 2007, abgerufen am 12. Februar 2025 (englisch).
4. ↑  Kai Althoetmar: Tourismus in Gambia. In: planet-wissen.de. 30. September 2002, archiviert vom Original am 25. Februar 2013; abgerufen am 6. Februar 2018.
5. ↑  Günter Ermlich: Kunta Kintes Erbe. In: zeit.de. 8. Januar 2004, abgerufen am 11. Februar 2025 (Paywall).
6. ↑  Anna Windhorst: Schwarzer Mann, weiße Frau. In: faz.net. 18. Juni 2007, archiviert vom Original am 16. April 2012; abgerufen am 13. Februar 2025 (Paywall im Original; Volltext im Webarchiv).
7. ↑  Jeff Heinrich: Women Seeking Beach Boys. In: Montreal Gazette. 6. Januar 2007, S. B3 (englisch, pressreader.com [abgerufen am 25. November 2020]).
8. ↑  Bernadette Schausberger: "I give you some real good lovin" Touristinnen auf der Suche nach sexuellen (Liebes-)Abenteuern. In: 99. Frauensolidarität, Januar 2007, S. 16–17, abgerufen am 18. April 2010.
9. ↑  Sex tourism: When women do it, it's called 'romance travelling'. CanWest MediaWorks Publications Inc., 27. Januar 2007, archiviert vom Original (nicht mehr online verfügbar) am 18. Oktober 2007; abgerufen am 18. April 2010.
10. ↑  Sex, sand and sugar mummies in a Caribbean beach fantasy. The Observer, 23. Juli 2006, abgerufen am 18. April 2010.
11. ↑  30 10 2009 um 16:57 von Ingrid Thurner: Cherchez l'homme! 30. Oktober 2009, abgerufen am 12. Februar 2025.
12. ↑  Heiner Hoffmann: Gambia: Wie das Land sein Image als Sextourismus-Ziel loswerden will. In: Der Spiegel. 8. Dezember 2024, ISSN 2195-1349 (spiegel.de [abgerufen am 12. Februar 2025]).
13. ↑  Dominican Republic Sanky Panky. In: DR1.com - Dominican Republic News & Travel Information Service. Abgerufen am 12. Februar 2025 (englisch).